# Песар
Песар е малко пластмасово или силиконово медицинско устройство, което се вмъква във вагината или ректума и спомага за задържането на мускулатурата на тазовото дъно.

## Видове

### Терапевтични песари
Терапевтичен песар е медицинско устройство, подобно на външния пръстен на диафрагмата. Терапевтичните песари се използват за подпомагане на матката, влагалището, пикочния мехур или ректума. Песарът най-често се използва за лечение на пролапс на матката. Той се използва и за лечение на стресова инконтиненция на урината, ретроверсия на матката, цистоцел и ректоцел. Песарии може да са били използвани за извършване на аборти, както е показано в оригиналния текст на Хипократовата клетва.
Песарът може да бъде поставен временно или постоянно като трябва да бъде монтиран от лекар. Някои песари може да бъдат носени по време на полов акт.

### Фармецевтични песари
Фармацевтична песар се използва като много ефективно средство за прилагане на фармацевтични субстанции, лесно се абсорбира през лигавицата на вагината или ректума, или предназначени да имат действие локално, например срещу възпаление и инфекция или върху матката.